# حديقة سنغافورة النباتية

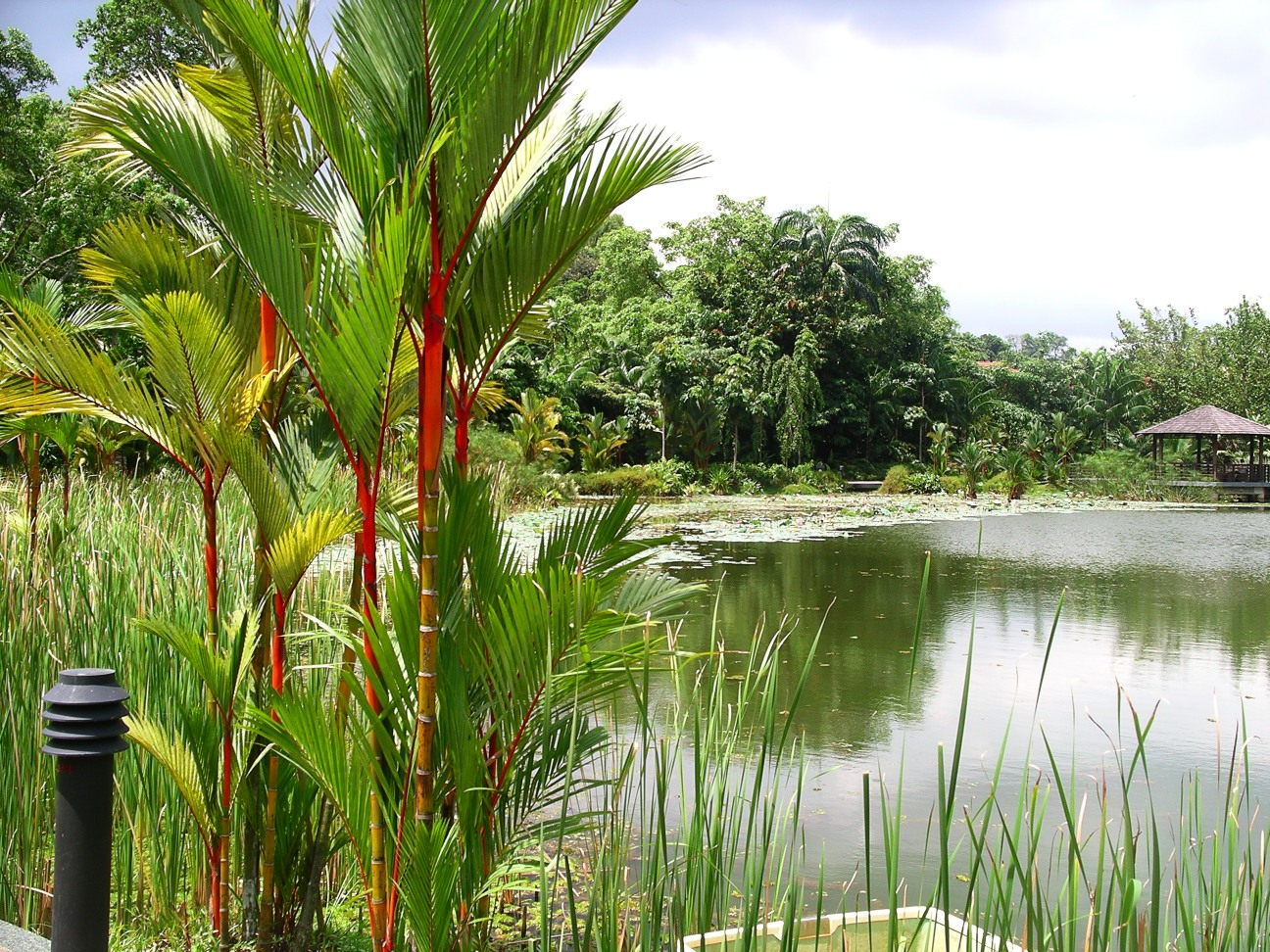
بحيرة سمفونية في الحديقة.

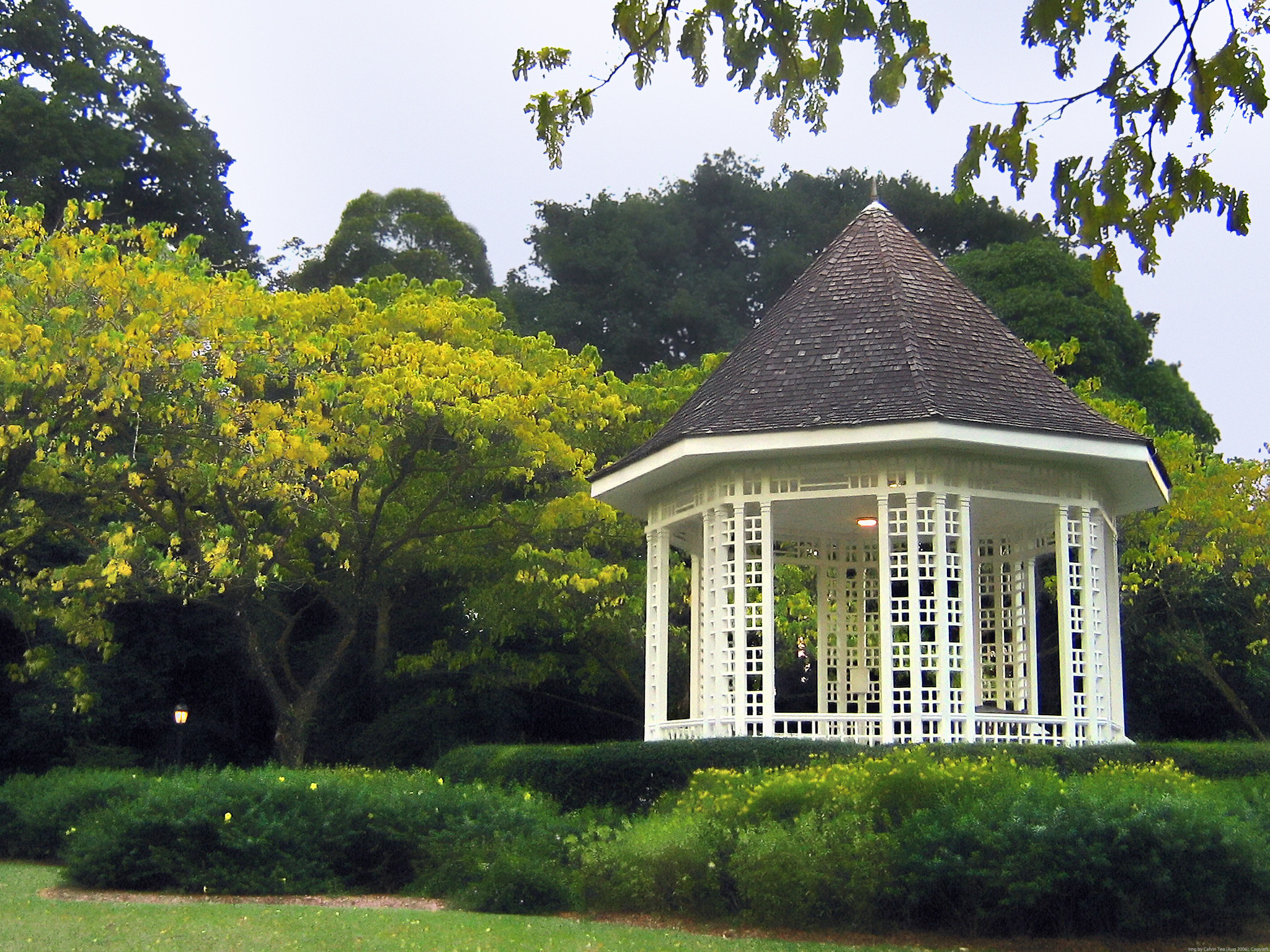
منطقة عزف الموسيقى في الحديقة

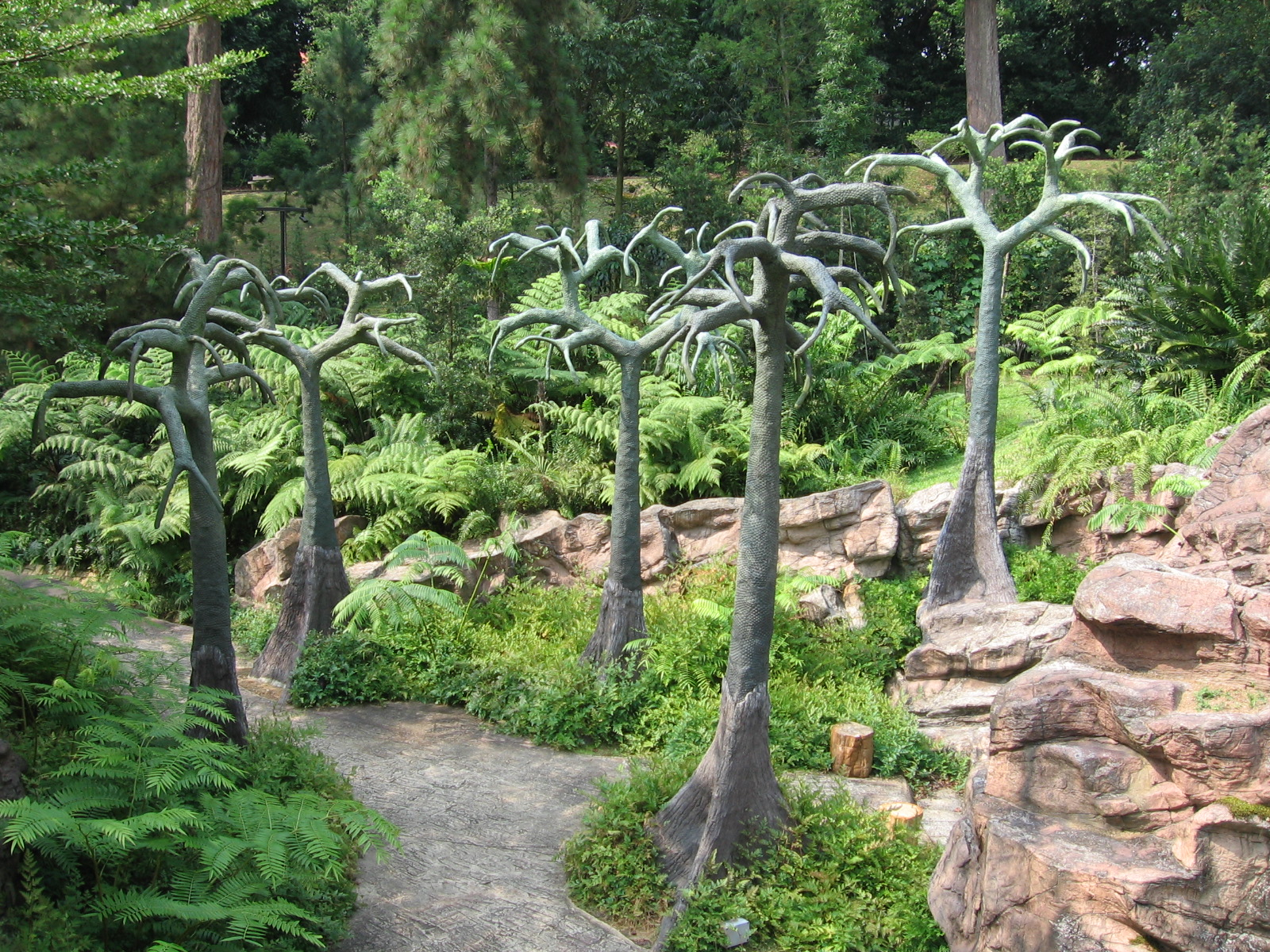
المياه الجارية في الحديقة

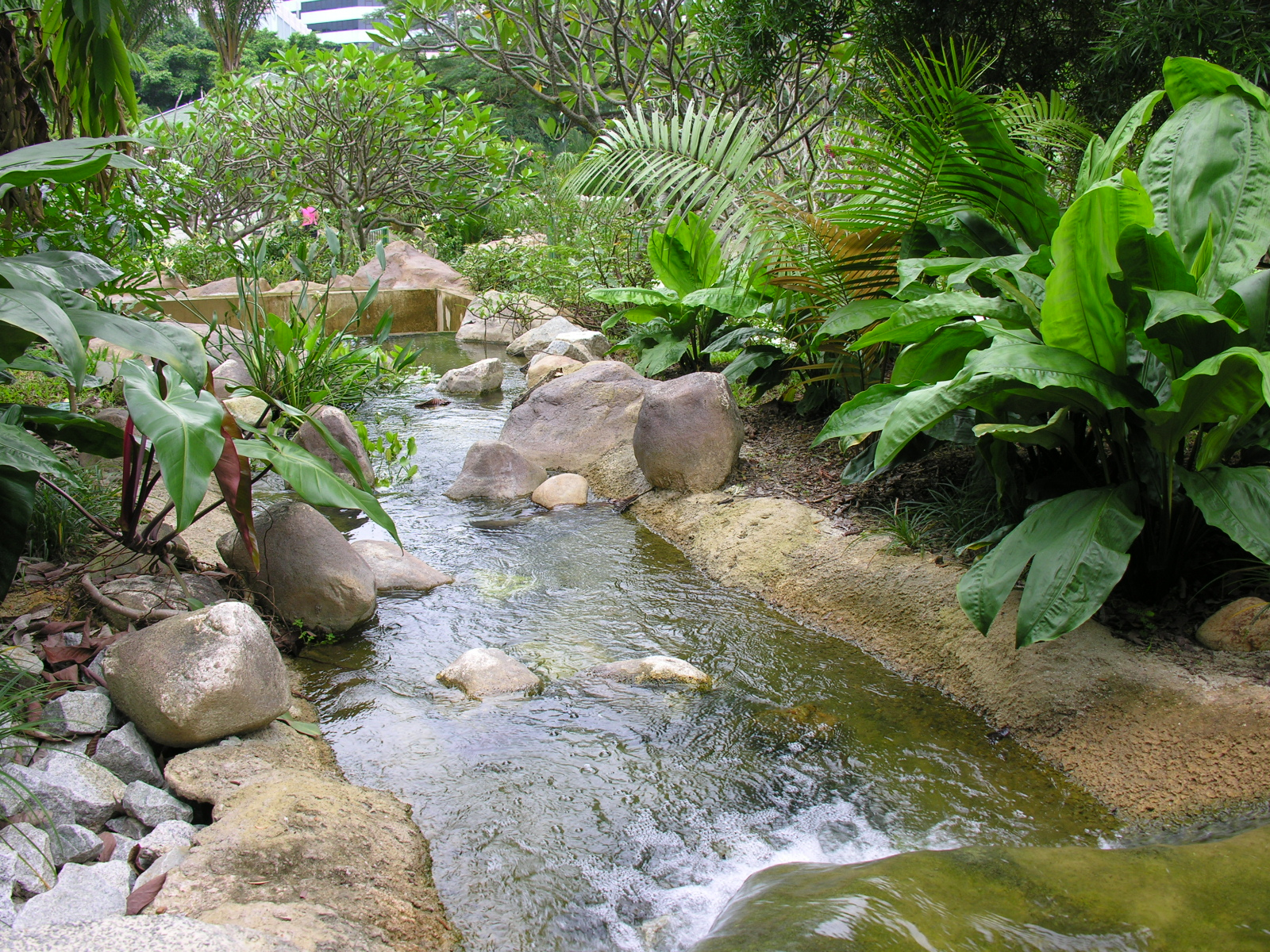
إحدى الأماكن الأكثر جاذبية في الحديقة

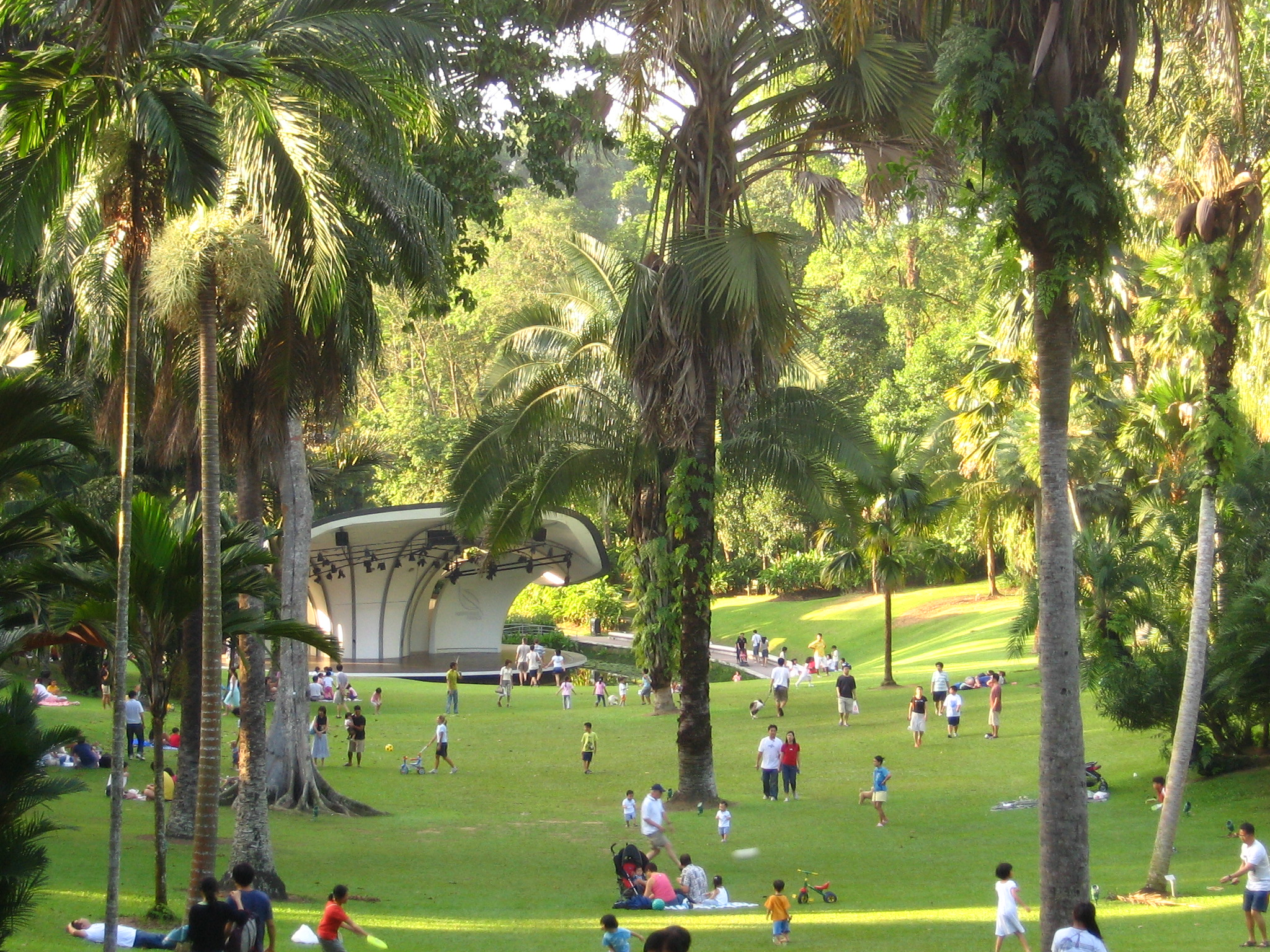
حديقة النخيل

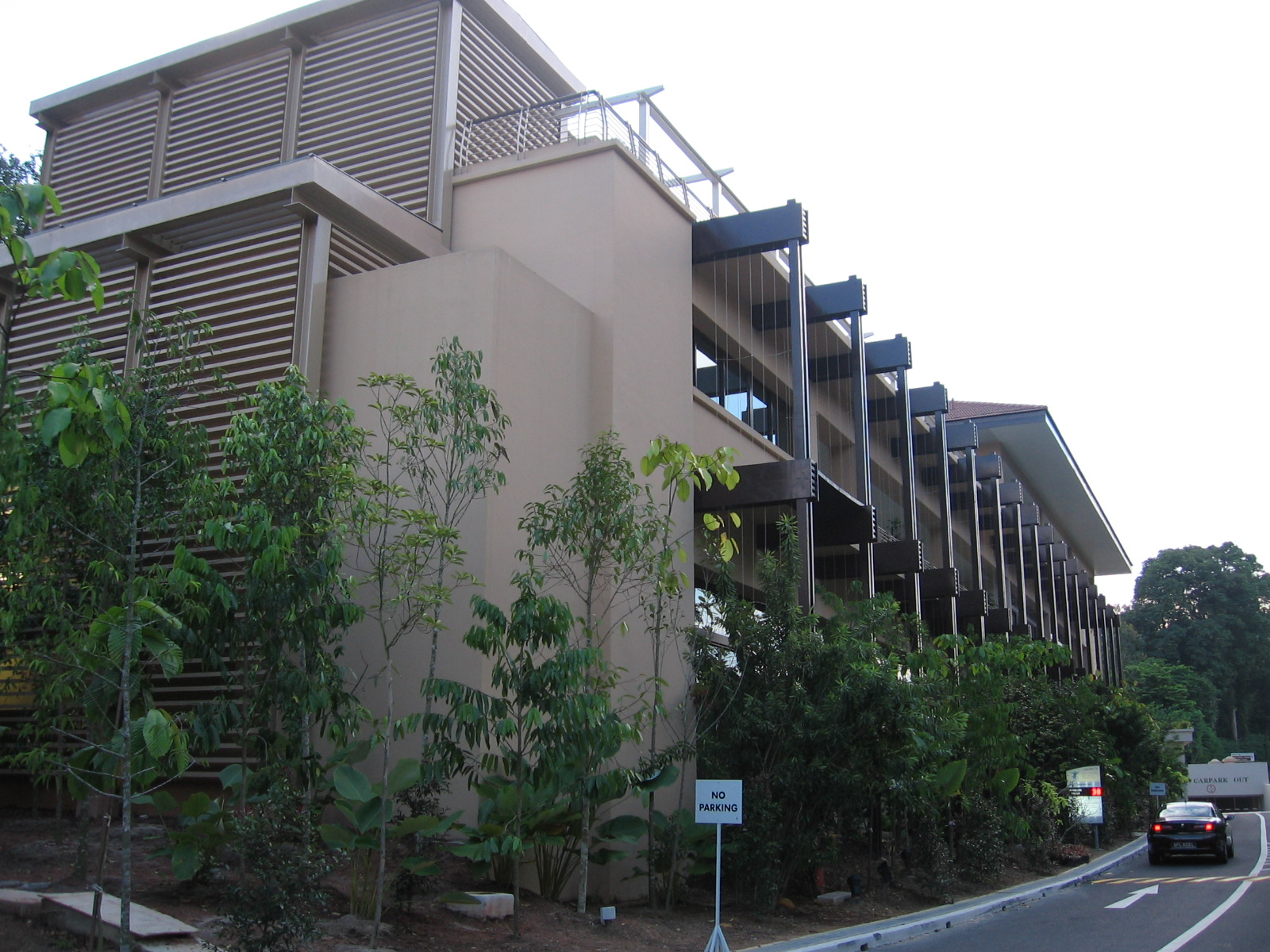
عمارة في تانجلين

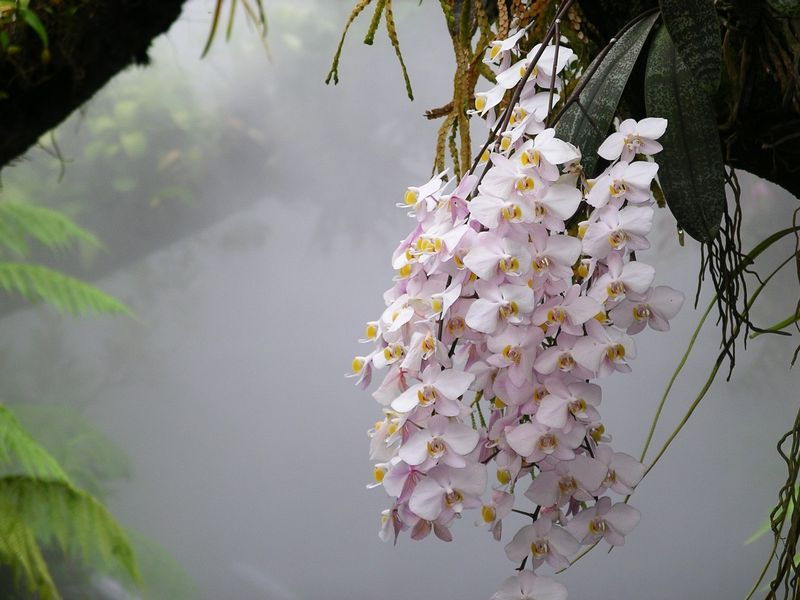
ثمار في الحديقة

حديقة سنغافورة النباتية وهي حديقة في سنغافورة أُنشئت في سنة 1859، مساحتها 74 هكتار وتفتح للناس من الساعة 5 صباحاً إلى الساعة 12 في مُنتصف اللَيل ولا يوجد دخل يدفع من أجل الدخول ما عدا حديقة الثمرة الوطنية وفي الحديقة يوجد طريق هولاند الذي يتجه إلى الجنوب وطريق كلوني إلى الشرق، وفي ديسمبر 2012 تم وضع هذه الحديقة ضمن لائحة اليونسكو في لائحة التراث العالمي.